# Хрисотемида
Хрисотемида (грч. Χρυσόθεμις) је у грчкој митологији била аграрна полубогиња.

## Митологија
Била је божанство „златног обичаја“, вероватно фестивала жетве. Била је кћерка Карманора (или Миноја) и Деметре. Победила је на музичком такмичењу у Делфима (можда баш на фестивалу жетве). Са Аполоном је имала дете, Партенос. Такође је описана и као супруга наксијанског краља Стафила са којим је имала осим Партенос и Молпадију и Роју. Ипак, као опште прихваћен њен супруг и отац њених кћерки је био Аполон. Њихове кћерке су поштоване као девичанске богиње. Касније је и повезивана са сазвежђем Девице и на сликама је приказивана како држи сноп пшенице. Она је могуће иста личност као и Акакалида, јер је и њено име изведено од критске речи за нарцис (суноврат) или од грчке речи akakalis, која би означавала плод дрвета тамариск, а од кога су се правиле посластице, значајне за тајне ритуале елеусинске Деметре.

## Уметност
На античким вазама је представљана у пратњи богиње Афродите.

## Друге личности
Хрисотемида је име још три личности из митологије, међу којима је и мушкарац Хрисотемид, са истим латинским именом (Chrysothemis):
- Кћерка Агамемнона и Клитемнестре, која се, према Аполодору и другим ауторима, за разлику од своје сестре Електре, помирила са тим да јој је отац убијен и покорно је прихватила ту ситуацију.[3]
- Према Хигину, Данаида удата за Астерида.[4]